# یواس‌اس ریپل (آی‌دی-۲۴۳۹)
یواس‌اس ریپل (آی‌دی-۲۴۳۹) (به انگلیسی: USS Ripple (ID-2439)) یک کشتی بود که طول آن ۱۱۴ فوت ۴ اینچ (۳۴٫۸۵ متر) بود. این کشتی در سال ۱۹۱۰ ساخته شد.